# Pandinus
Pandinus (má společný český název s rody Opistophthalmus a Heterometrus Veleštír) je rod štírů z čeledi veleštírovitých.

## Popis
Jedná se o velké hnědé nebo černohnědé štíry. Největším druhem je Pandinus imperator.

## Areál rozšíření
Vyskytuje se od JAR po Egypt.
Pandinus imperator je nejčastěji chovaným druhem, je v přírodě hojný a společně s Pandinus gambiensis a Pandinus dictator je chráněn CITES.